# Хромченко, Эвелина Леонидовна
Эвели́на Леони́довна Хро́мченко (род. 27 февраля 1971, Уфа) — российская журналистка, телеведущая, актриса, писательница.
На протяжении тринадцати лет занимала пост главного редактора и креативного директора русской версии журнала L’Officiel.

## Биография

### Детство и юность
Эвелина Хромченко родилась 27 февраля 1971 года в Уфе в семье экономиста и преподавательницы русского языка и литературы. В возрасте 9—10 лет переехала в Москву. Окончила московскую школу № 21 с преподаванием ряда предметов на английском языке, в 1993 году окончила с красным дипломом факультет журналистики МГУ.

### Карьера
Во время учёбы в МГУ в 1991 году Эвелина Хромченко начала работать корреспондентом на радиостанции  «Юность»,  затем стала штатным сотрудником Всесоюзного комитета по телевидению и радиовещанию (главная редакция радиовещания для детей и юношества, радиостанция «Смена»), где за три года получила несколько повышений по службе (от референта до обозревателя) и организовала ряд авторских радиопроектов, один из которых — радиопрограмма для девочек-подростков «Спящая красавица» — был посвящён вопросам моды и красоты. Также сотрудничала с программой «Взгляд» телекомпании «ВИD».
С января 1992 по декабрь 1997 года являлась постоянным обозревателем моды радиостанции «Европа Плюс». В 1994 году создала и реализовала концепцию журнала для девочек-подростков «Маруся».
В 1995 году вместе с Александром Шумским основала PR-агентство «Департамент моды Эвелины Хромченко», переименованное в «Артефакт» в 1996 году.
Руководила связями с общественностью на таких проектах, как «Неделя высокой моды в Москве», конкурсы моделей Elite Model Look, визиты в Москву кутюрье Эмануэля Унгаро и Валентино, президента Gucci Group Доменико де Соль (Domenico De Sole).
В то же время работала внештатно в качестве обозревателя моды в таких изданиях, как Cosmopolitan, Elle, «Огонёк», газетах «Известия», «Сегодня», «Комсомольская правда», «Новая газета», а также радио «Европа Плюс», где запустила программу о моде «Подиум».
Выступала консультантом по вопросам моды в различных телепрограммах.
1 января 1998 года Хромченко возглавила русское издание журнала о моде L’Officiel, являясь главным редактором и креативным директором журнала.
В 2000 году выступила в качестве куратора арт-проектов и выставок «Валенки-Valenki» в ГМИИ им. А. С. Пушкина, «Блестящие головы» в Музее современной истории России, «Ора-Ито — виртуальный пират» в ГМИИ.
С 2002 года — приглашённый лектор в Высшей школе экономики (курс называется «Маркетинг и брендинг в глянцевых СМИ»).
Входила в жюри конкурсов молодых дизайнеров ANDAM, «Русский силуэт», Конкурса имени Надежды Ламановой.
С июля 2007 года является ведущей ток-шоу «Модный приговор» на Первом канале.
В 2008 году передача получила премию «ТЭФИ» в номинации «Развлекательная программа: образ жизни».
C 2011 года читает лекции и даёт мастер-классы о моде и стиле в компании Сити Класс.
В 2013 году стала лектором и автором модуля бакалавриата «Журналистика моды и стиля жизни» на факультете журналистики МГУ.

## Книга
В 2009 году Эвелина Хромченко выпустила книгу «Russian Style» в издательстве Assouline на английском и французском языках, презентация книги с автограф-сессией прошла в Париже.
В комментарии для газеты The New York Times Хромченко пояснила: «Люди знают слова „водка“, „балет“, „Ельцин“. Я решила обогатить их русский вокабуляр ещё несколькими словами».

## Фильмография
| Год  |   | Русское название   | Оригинальное название | Роль                     |
| ---- | - | ------------------ | --------------------- | ------------------------ |
| 2006 | с | Не родись красивой | -                     | камео                    |
| 2006 | ф | Дьявол носит Prada | The Devil Wears Prada | Миранда Пристли (дубляж) |
| 2007 | с | Дочки-матери       | -                     | камео                    |

## Личная жизнь
Была замужем за Александром Шумским, в этом браке родился сын Артемий. Развод был оформлен в 2011 году.
Новым избранником стал художник Дмитрий Семаков. Пара не расписана, пока (2022) они просто сожительствуют.